# Kujawy (województwo mazowieckie)
Kujawy – wieś sołecka w Polsce położona w województwie mazowieckim, w powiecie garwolińskim, w gminie Miastków Kościelny.
W latach 1975–1998 miejscowość administracyjnie należała do województwa siedleckiego.
Wierni Kościoła rzymskokatolickiego należą do parafii Nawiedzenia Najświętszej Maryi Panny w Miastkowie Kościelnym.